# Ankeny
Ankeny és una població dels Estats Units a l'estat d'Iowa. Segons el cens del 2009 tenia 43.319 habitants.

## Demografia
Segons el cens del 2000, Ankeny tenia 27.117 habitants, 10.339 habitatges, i 7.278 famílies. La densitat de població era de 624,3 habitants per km².
Dels 10.339 habitatges en un 38,1% hi vivien nens de menys de 18 anys, en un 60,7% hi vivien parelles casades, en un 7,3% dones solteres, i en un 29,6% no eren unitats familiars. En el 21,8% dels habitatges hi vivien persones soles el 5,8% de les quals corresponia a persones de 65 anys o més que vivien soles. El nombre mitjà de persones vivint en cada habitatge era de 2,57 i el nombre mitjà de persones que vivien en cada família era de 3,05.
Per edats la població es repartia de la següent manera: un 27,1% tenia menys de 18 anys, un 11,4% entre 18 i 24, un 33,4% entre 25 i 44, un 20,1% de 45 a 60 i un 8% 65 anys o més.
L'edat mediana era de 32 anys. Per cada 100 dones de 18 o més anys hi havia 91,4 homes.
La renda mediana per habitatge era de 55.162 $ i la renda mediana per família de 66.433 $. Els homes tenien una renda mediana de 42.220 $ mentre que les dones 29.083 $. La renda per capita de la població era de 25.143 $. Entorn del 2,5% de les famílies i el 4% de la població estaven per davall del llindar de pobresa.

## Poblacions més properes
El següent diagrama mostra les poblacions més properes.